# Cadillac V-Series.R
El Cadillac V-Series.R es un sport prototipo cerrado de la homologación LMDh y GTP, construido por el fabricante norteamericano Cadillac para competir en el WeatherTech SportsCar Championship y en el Campeonato Mundial de Resistencia a partir de 2023.

## Contexto
En 28 de enero de 2020 se anunció la creación de la categoría LMDh, una categoría creada en conjunto entre la FIA, ACO y IMSA en la cual muchos elementos serían estandarizados en favor de un costo de creación mínimo comparado a la categoría LMH mucho más costosa. Además esta categoría permitiría competir en ambos lados del atlántico al ser posible competir con un mismo coche en el Campeonato Mundial de Resistencia de la FIA y el WeatherTech SportsCar Championship. Días después de finalizadas las 24 Horas de Le Mans 2021, General Motors anunció su presencia en la categoría LMDh con la marca Cadillac, haciendo alianza con Dallara como constructor de chasis con el objetivo de participar en el IMSA y en el WEC a partir de 2023.

## Desarrollo
Cadillac anunció que se asociaría con los italianos de Dallara como el constructor de su chasis, Dallara tiene experiencia con la marca al ser los constructores del Cadillac DPi-V.R. Además de construir el chasis de Cadillac, Dallara es socia de BMW en la creación de su LMDh pero trabajando ambos proyectos por separado.
El 9 de febrero de 2022, Cadillac mostró un video teaser así como renders actualizados con el diseño del automóvil el cual tenía como nombre alternativo Project GTP. Según Chris Mikalauskas diseñador creativo principal de exteriores de Cadillac: el automóvil se adecuará a las regulaciones de IMSA y ACO pero mantendrá las características de la Serie V de la marca.
El 9 de junio, Cadillac presentó un nuevo teaser en la previa de las 24 Horas de Le Mans en el cual el Project GTP Hypercar mostraba algunas características de la marca como la iluminación vertical y "aspas flotantes". Además se dio a conocer el motor que utilizará: el nuevo Cadillac usará un motor DOHC V8 de 5.5 litros acoplado al motor eléctrico común suministrado por Bosch. La gerente del programa de autos deportivos de General Motors, Laura Wontrop Klauser, habló sobre el LMDh declarando que el diseño mostrado en el teaser en un diseño cercano a versión final del automóvil, además de mencionar que el motor fue creado desde cero por un equipo específico de Cadillac en la sede de la marca en Pontiac, Michigan.
El 8 de julio, el Project GTP Hypercar dio sus primeros kilómetros de test de la mano de uno de los pilotos del Chip Ganassi Racing, Earl Bamber en el Circuito de Putnam Park, cercano a Indianapolis, el mismo circuito donde el Cadillac DPi-V.R completó sus primeros test en 2016.
Una semana después de hacer sus primeros kilómetros, Cadillac realizó junto a Porsche unos test conjuntos de cinco días en el Sebring International Raceway, los encargados de pilotar el Project GTP Hypercar fueron Sebastien Bourdais, Renger van der Zande, Earl Bamber y Alex Lynn. Estos test ayudaron a la marca a comprobar que todos los sistemas estuvieran en orden aprovechando la presencia y el soporte en el sitio de los proveedores de sistemas de recuperación de energía Bosch y Williams, además les permitió compararse con Porsche quien tenía su LMDh más adelantado en cuanto a desarrollo.
En agosto, Cadillac realizó sus segundos test de referencia en Road Atlanta: en estos tres días de prueba Pipo Derani, Earl Bamber, Alex Lynn y Sébastien Bourdais probaron en estos tres días el automóvil que recibió el nombre de Cadillac V-LMDh según constaba en las notas de prensa oficiales.

## Competición
En su primera temporada de competición, Cadillac tendrá participación en el WeatherTech SportsCar Championship y en el Campeonato Mundial de Resistencia. En el WEC, el Cadillac Racing soló alineara un V-LMDh que será conducido por Earl Bamber, Alex Lynn y Richard Westbrook. Esta misma alineación participará en el IMSA junto a la alineación conformada por Sebastien Bourdais, Renger van der Zande y un piloto por confirmar.
Junto a las dos unidades oficiales una tercera será manejada por el Action Express Racing en el WeatherTech SportsCar Championship, los pilotos que manejaran esta unidad serán: Pipo Derani, Alexander Sims y un piloto por confirmar.

## Resultados

### IMSA SportsCar Championship
(Clave) (negrita indica pole position) (cursiva indica vuelta rápida)
| Año  | Escudería                 | Clase | Pilotos                                                        | Nº. | Rds.                  | Rondas | Rondas | Rondas | Rondas | Rondas | Rondas | Rondas | Rondas | Rondas | Pts. | Pos. |
| Año  | Escudería                 | Clase | Pilotos                                                        | Nº. | Rds.                  | 1      | 2      | 3      | 4      | 5      | 6      | 7      | 8      | 9      | Pts. | Pos. |
| 2023 | Cadillac Racing           | GTP   | Sébastien Bourdais Renger van der Zande Scott Dixon            | 01  | Todas Todas 1–2, 9    | DAY 3  | SEB 7  | LBH 8  | MON 1  | WGL 5  | MOS 9  | ELK 4  | IMS 7  | PET 2  | 2673 | 7º   |
| 2023 | Cadillac Racing           | GTP   | Earl Bamber Alex Lynn Richard Westbrook                        | 02  | 1 1                   | DAY 4  | SEB    | LBH    | MON    | WGL    | MOS    | ELK    | IMS    | PET    | 306  | 21º  |
| 2023 | Whelen Engineering Racing | GTP   | Alexander Sims Pipo Derani Jack Aitken                         | 31  | Todas Todas 1–2, 5, 9 | DAY 5  | SEB 1  | LBH 5  | MON 3  | WGL 2  | MOS 7  | ELK 6  | IMS 4  | PET 6  | 2733 | 1º   |
| 2024 | Cadillac Racing           | GTP   | Renger van der Zande Sébastien Bourdais Scott Dixon Álex Palou | 01  | Todas Todas 1-2, 9 1  | DAY    | SEB    | LBH    | LGA    | DET    | WGL    | ELK    | IMS    | ATL    |      |      |
| 2024 | Whelen Engineering Racing | GTP   | Jack Aitken Pipo Derani Tom Blomqvist                          | 31  | Todas Todas 1-2, 9    | DAY    | SEB    | LBH    | LGA    | DET    | WGL    | ELK    | IMS    | ATL    |      |      |

### Campeonato Mundial de Resistencia de la FIA
(Clave) (negrita indica pole position) (cursiva indica vuelta rápida)

| Año     | Equipo                       | Clase    | Pilotos              | N.º | 1   | 2   | 3   | 4   | 5   | 6   | 7   | 8   | Puntos | Pos. |
| ------- | ---------------------------- | -------- | -------------------- | --- | --- | --- | --- | --- | --- | --- | --- | --- | ------ | ---- |
| 2023    | Cadillac Racing              | Hypercar |                      |     | SEB | POR | SPA | LMS | MNZ | FUJ | BHR |     | 79     | 4.º  |
| 2023    | Cadillac Racing              | Hypercar | Earl Bamber          | 2   | 4   | 4   | 5   | 3   | 10  | 10  | 11  |     | 79     | 4.º  |
| 2023    | Cadillac Racing              | Hypercar | Alex Lynn            | 2   | 4   | 4   | 5   | 3   | 10  | 10  | 11  |     | 79     | 4.º  |
| 2023    | Cadillac Racing              | Hypercar | Richard Westbrook    | 2   | 4   | 4   | 5   | 3   | 10  | 10  | 11  |     | 79     | 4.º  |
| 2023    | Cadillac Racing              | Hypercar | Sébastien Bourdais   | 3   |     |     | Ret | 4   |     |     |     |     | N/A    | N/A  |
| 2023    | Cadillac Racing              | Hypercar | Renger van der Zande | 3   |     |     | Ret | 4   |     |     |     |     | N/A    | N/A  |
| 2023    | Cadillac Racing              | Hypercar | Jack Aitken          | 3   |     |     | Ret |     |     |     |     |     | N/A    | N/A  |
| 2023    | Cadillac Racing              | Hypercar | Scott Dixon          | 3   |     |     |     | 4   |     |     |     |     | N/A    | N/A  |
| 2023    | Action Express Racing        | Hypercar | Alexander Sims       | 311 |     |     |     | 17  |     |     |     |     | N/A    | N/A  |
| 2023    | Action Express Racing        | Hypercar | Pipo Derani          | 311 |     |     |     | 17  |     |     |     |     | N/A    | N/A  |
| 2023    | Action Express Racing        | Hypercar | Jack Aitken          | 311 |     |     |     | 17  |     |     |     |     | N/A    | N/A  |
| 2024    | Cadillac Racing              | Hypercar |                      |     | QAT | IMO | SPA | LMN | SAO | COA | FUJ | BHR | 42     | 6.º  |
| 2024    | Cadillac Racing              | Hypercar | Earl Bamber          | 2   | DSQ | 10  | Ret | 7   | 13  | 4   | Ret | 6   | 42     | 6.º  |
| 2024    | Cadillac Racing              | Hypercar | Alex Lynn            | 2   | DSQ | 10  | Ret | 7   | 13  | 4   | Ret | 6   | 42     | 6.º  |
| 2024    | Cadillac Racing              | Hypercar | Sébastien Bourdais   | 2   | DSQ |     |     |     |     |     |     | 6   | 42     | 6.º  |
| 2024    | Cadillac Racing              | Hypercar | Álex Palou           | 2   |     |     |     | 7   |     |     |     |     | 42     | 6.º  |
| 2024    | Cadillac Racing              | Hypercar | Sébastien Bourdais   | 3   |     |     |     | Ret |     |     |     |     | N/A    | N/A  |
| 2024    | Cadillac Racing              | Hypercar | Renger van der Zande | 3   |     |     |     | Ret |     |     |     |     | N/A    | N/A  |
| 2024    | Cadillac Racing              | Hypercar | Scott Dixon          | 3   |     |     |     | Ret |     |     |     |     | N/A    | N/A  |
| 2024    | Whelen Cadillac Racing       | Hypercar | Felipe Drugovich     | 311 |     |     |     | 15  |     |     |     |     | N/A    | N/A  |
| 2024    | Whelen Cadillac Racing       | Hypercar | Pipo Derani          | 311 |     |     |     | 15  |     |     |     |     | N/A    | N/A  |
| 2024    | Whelen Cadillac Racing       | Hypercar | Jack Aitken          | 311 |     |     |     | 15  |     |     |     |     | N/A    | N/A  |
| 2025*   | Cadillac Hertz Team Jota     | Hypercar |                      |     | QAT | IMO | SPA | LMS | SÃO | COA | FUJ | BHR |        |      |
| 2025*   | Cadillac Hertz Team Jota     | Hypercar | Alex Lynn            | 12  | 8   | 10  | 5   | 4   |     |     |     |     |        |      |
| 2025*   | Cadillac Hertz Team Jota     | Hypercar | Norman Nato          | 12  | 8   | 10  | 5   | 4   |     |     |     |     |        |      |
| 2025*   | Cadillac Hertz Team Jota     | Hypercar | Will Stevens         | 12  | 8   | 10  | 5   | 4   |     |     |     |     |        |      |
| 2025*   | Cadillac Hertz Team Jota     | Hypercar | Earl Bamber          | 38  | 16  | 16  | 6   | 7   |     |     |     |     |        |      |
| 2025*   | Cadillac Hertz Team Jota     | Hypercar | Sébastien Bourdais   | 38  | 16  | 16  | 6   | 7   |     |     |     |     |        |      |
| 2025*   | Cadillac Hertz Team Jota     | Hypercar | Jenson Button        | 38  | 16  | 16  | 6   | 7   |     |     |     |     |        |      |
| 2025*   | Cadillac Wayne Taylor Racing | Hypercar | Filipe Albuquerque   | 101 |     |     |     | Ret |     |     |     |     | N/A    | N/A  |
| 2025*   | Cadillac Wayne Taylor Racing | Hypercar | Jordan Taylor        | 101 |     |     |     | Ret |     |     |     |     | N/A    | N/A  |
| 2025*   | Cadillac Wayne Taylor Racing | Hypercar | Ricky Taylor         | 101 |     |     |     | Ret |     |     |     |     | N/A    | N/A  |
| 2025*   | Whelen Cadillac Racing       | Hypercar | Jack Aitken          | 311 |     |     |     | Ret |     |     |     |     | N/A    | N/A  |
| 2025*   | Whelen Cadillac Racing       | Hypercar | Felipe Drugovich     | 311 |     |     |     | Ret |     |     |     |     | N/A    | N/A  |
| 2025*   | Whelen Cadillac Racing       | Hypercar | Frederik Vesti       | 311 |     |     |     | Ret |     |     |     |     | N/A    | N/A  |
| Fuente: |                              |          |                      |     |     |     |     |     |     |     |     |     |        |      |

- * Temporada en desarrollo.